# Konpa

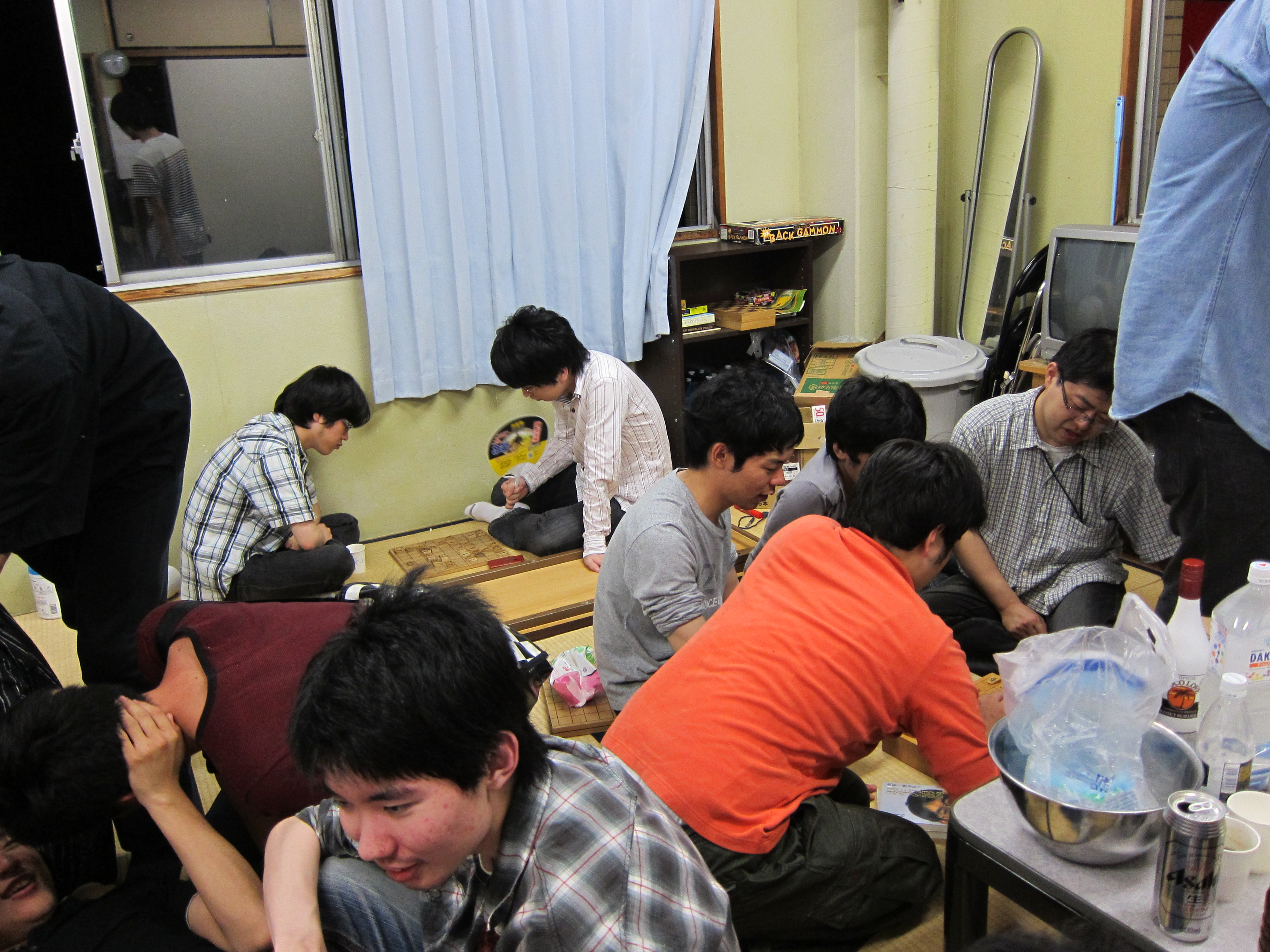
Một nhóm các sinh viên đang chơi các trò chơi khác nhau trong một buổi konpa

Konpa (コンパ) là một dạng tụ tập ăn uống của người Nhật do các sinh viên đại học tổ chức tại một cơ sở ăn uống bình dân gọi là izakaya, và không khí thường thoải mái hơn các bữa tiệc nomikai truyền thống. Người ta đồn rằng từ konpa bắt nguồn từ tiếng Đức: Kompanie, tiếng Anh: company hoặc tiếng Pháp: compagnie, mặc dù nguồn gốc chính xác vẫn là một dấu hỏi. Những buổi tụ tập như này có mục đích nhằm phát triển tình bạn cũng như làm sâu sắc hơn các mối quan hệ với các thành viên cùng nhóm liên kết hoặc với những người khác giới giúp ích cho quan hệ xã hội của người Nhật trong sự nghiệp và trong cuộc sống.